# Segni diacritici dell'alfabeto arabo
Il termine ḥarakāt (in arabo حركات‎? /ħarakaːt/, ossia "movimenti") in arabo sta a indicare l'uso dei segni diacritici sopra e sotto le consonanti utilizzati per assicurare una corretta vocalizzazione delle parole, che altrimenti potrebbero risultare di dubbia interpretazione.
Fu introdotto da al-Hajjaj ibn Yusuf per assicurare la corretta lettura del Corano.